# Laporte (Minnesota)
Laporte – miasto w Stanach Zjednoczonych, w stanie Minnesota, w hrabstwie Hubbard.